# Ignaz von Rudhart
Ignaz von Rudhart (en griego: Ιγνάτιος φον Ρούντχαρτ) (Weismain, Oberfranken, 11 de marzo de 1790 - Trieste, Imperio Austrohúngaro, 11 de mayo de 1838) fue un académico y funcionario público alemán de origen bávaro, que fue enviado a Grecia para servir como Primer ministro del Consejo Privado durante el reinado de Otón I de Grecia.

## Biografía
Von Rudhart había recibido un doctorado en Derecho por la Universidad de Múnich y había escrito dos libros, uno de ellos un estudio estadístico del Reino de Baviera, donde fue miembro del Consejo de Estado, antes de su nombramiento como primer ministro en Grecia. Cuando llegó a Atenas en febrero de 1837, fue recibido con desconfianza por el inglés Edmund Lyons —que había sido un partidario de su predecesor, Josef Ludwig von Armansperg — e inmediatamente se encontró en desacuerdo también con el rey sobre el papel que debía tener el primer ministro. El rey Otón estaba comprometido con una monarquía absoluta y se resistía a un primer ministro con amplios poderes. Von Rudhart tuvo varios enfrentamientos con el rey, y contó además con el rechazo de la reina Amalia. Su renuncia fue aceptada diez meses después de su llegada a Grecia. El rey Otón asumió el papel de presidir el Consejo Privado hasta que la nueva constitución surgida de la revolución del 3 de septiembre de 1843 le obligó a renunciar.
| Predecesor: Conde Josef Ludwig von Armansperg | Primer ministro de Grecia 1837 | Sucesor: Otón I de Grecia (después Ioannis Kolettis) |